# Fehérfejű ökörszem
A fehérfejű ökörszem (Campylorhynchus albobrunneus) a madarak osztályának verébalakúak (Passeriformes) rendjébe és az ökörszemfélék (Troglodytidae) családjába tartozó faj.

## Rendszerezése
A fajt George Newbold Lawrence amerikai üzletember és amatőr ornitológus írta le 1862-ben, a Heleodytes nembe Heleodytes albo-brunneus néven.

## Alfajai
- Campylorhynchus albobrunneus albobrunneus (Lawrence, 1862) - Panama középső és keleti része
- Campylorhynchus albobrunneus harterti (Berlepsch, 1907) - Panama déli része és Kolumbia nyugati része  [2]

## Előfordulása
Panama és Kolumbia területén honos. Természetes élőhelyei a szubtrópusi vagy trópusi síkvidéki esőerdők, valamint másodlagos erdők. Állandó, nem vonuló faj.

## Megjelenése
Testhossza 18 centiméter.

## Természetvédelmi helyzete
Az elterjedési területe nagyon nagy, egyedszáma pedig stabil. A Természetvédelmi Világszövetség Vörös listáján nem fenyegetett fajként szerepel.